# William Brunton
William Brunton (26. května 1777 Lochwinnoch – 5. října 1851 Camborne) byl skotský inženýr a vynálezce, autor lokomotivy Traveller.

## Dílo

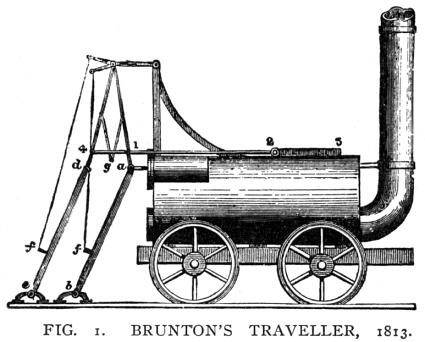
Lokomotiva Traveller

Parní lokomotiva Traveller Williama Bruntona byla pro svou neobvyklou konstrukci byla označována jako mechanický cestovatel nebo parní kůň.
Důvodem k tomuto označení byl způsob přenosu tažné síly, a to přes soustavu pák, které přenášely výkon na dvě mechanické nohy. Stroj tak napodoboval chůzi koně a byl schopen vyvinout rychlost kolem 3 km/h.
Tento způsob pohonu na principu mechanické nohy resp. mechanických nohou, které tlačí lokomotivu před sebou si William Brunton, který stále vycházel z principu koněspřežné železnice, nechal 22. května 1813 patentovat. Lokomotiva byla v provozu na průmyslové železnici v Newbattle Colliery v roce 1814. Po havárii při prezentaci 31. července 1815 ve Philadelphii, v hrabství Durham, kdy z nedbalosti obsluhy explodoval kotel lokomotivy a zahynulo 13 lidí, otřesený Brunton stroj neopravil..

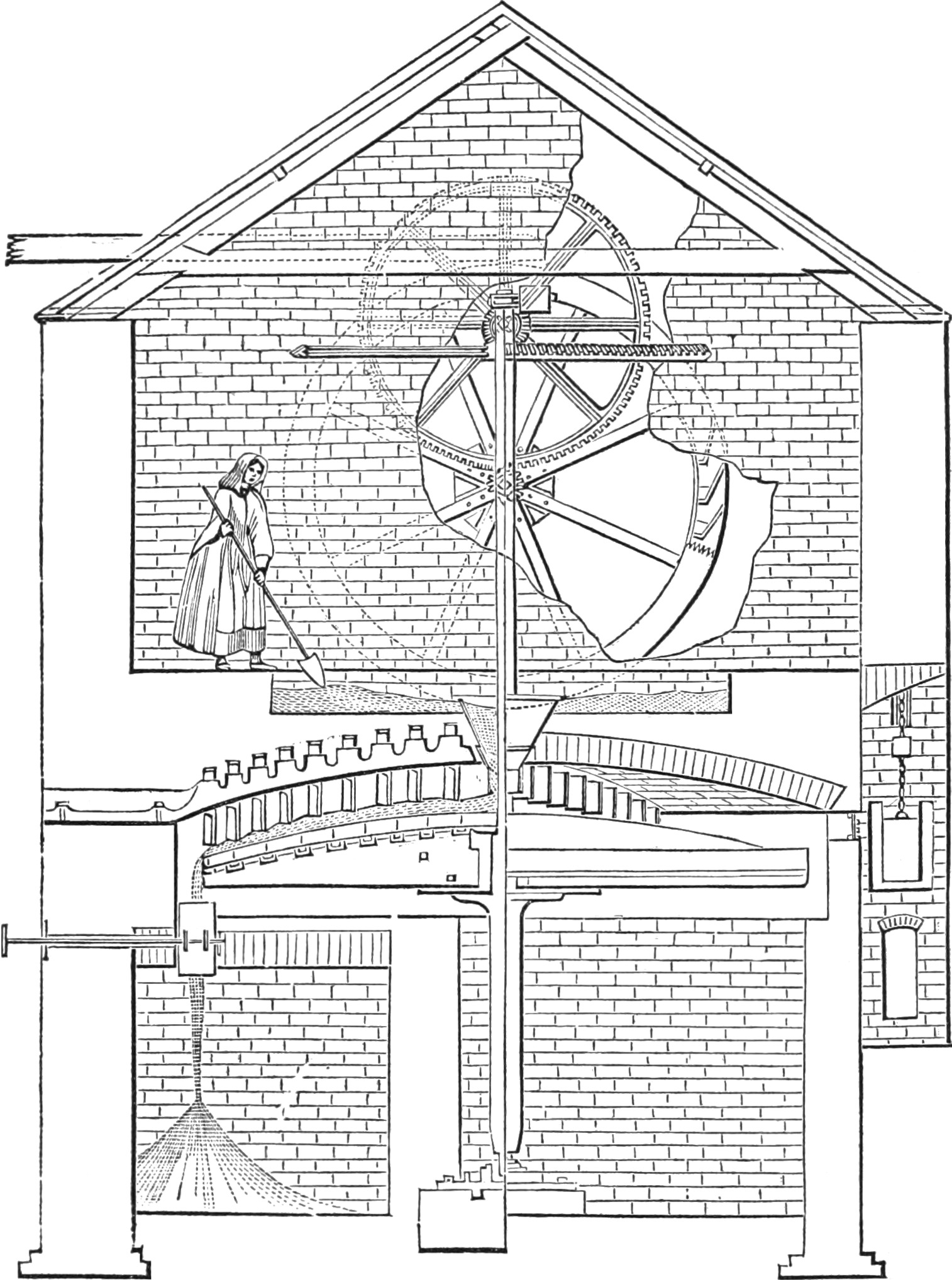
Kalcinační pec vynalezená Williamem Bruntonem

Kromě jiného se zabýval i konstrukcí pecí a zařízení ke kalcinaci nebo zařízením k lepšímu odvětrávání důlních šachet. Jeho kalcinační pece byly využívány jak většinou cínových dolů v Cornwallu, tak i stříbrnými doly v Mexiku.
V roce 1844 přišel Brunton s myšlenkou stavby podmořského tunelu pod Lamanšským průlivem, který by byl hlouben pneumaticky poháněným strojem a to v době, kdy ještě nebyl vynalezen kompresor. Jeho návrh předpokládal, že vrtná hlavice bude mít stejný průměr jako tunel. Vrtaná hornina měla být drcena na prach a odváděna konstrukcí stroje.